# Robert FitzRoy
Pour les articles homonymes, voir Fitzroy.
Le vice-amiral Robert FitzRoy, né le 5 juillet 1805 à Ampton, dans le Suffolk, et mort le 30 avril 1865 à Londres, dans le quartier de Upper Norwood, est connu comme le capitaine du célèbre HMS Beagle, chargé de missions hydrographiques et cartographiques en Terre de Feu. En 1839, il publia simultanément avec Le Voyage du Beagle de Charles Darwin son propre récit Narrative of the Voyage of the HMS Beagle.
Gouverneur général de Nouvelle-Zélande de 1843 à 1845, il essaye de protéger les Maoris de la vente illégale de leurs terres aux colons britanniques.
Ce fut l'un des premiers météorologues, auteur de Weather Book, Remarks on New Zealand, il popularisa un système de prévisions météorologiques à court terme appelé le baromètre de FitzRoy. Il devint en 1854, le premier directeur du Meteorological Statist to the Board of Trade, l'ancêtre du service météorologique britannique actuel (Met Office). Il fut également hydrographe.
Il se suicida en se tranchant la gorge avec un rasoir, à l'aube du 30 avril 1865, dans son appartement de Westow Hill, près de Crystal Palace, à Londres,.

## Jeunesse
Robert FitzRoy naquit à Ampton Hall (en), Ampton, dans le Suffolk, en Angleterre, dans la plus haute aristocratie britannique des grands commis de l’État. Par son père, le général Charles FitzRoy (1764-1829), Robert étant le petit fils au 4e degré du roi Charles II d'Angleterre ; son grand-père paternel était Augustus FitzRoy (3e duc de Grafton) (1735-1811), 3e duc de Grafton. Sa mère était la fille du premier marquis de Londonderry et la demi-sœur du vicomte Castlereagh, qui devint secrétaires d'État des Affaires étrangères. À partir de l’âge de quatre ans, Robert FitzRoy alla vivre avec sa famille à Wakefield Lodge (sv) ou nommé aussi Honour of Grafton (en), leur résidence dans le Northamptonshire.

## Carrière
En février 1818, à l'âge de douze ans, Robert FitzRoy entre à l'Académie royale de la Marine au collège royal naval de Portsmouth, et l'année suivante dans la Royal Navy. À quatorze ans, il embarque comme étudiant volontaire à bord de la frégate HMS Owen Glendower, qui vogue vers l’Amérique du Sud durant le milieu de l’année 1820. Robert FitzRoy sert ensuite sur le HMS Hind comme aspirant. Il complète sa formation avec succès et est promu lieutenant le 7 septembre 1824, après avoir passé ses examens avec la meilleure note possible. Après avoir servi sur le HMS Thetis, il est engagé en 1828 comme flag lieutenant par le contre-amiral Robert Waller Otway (en), commandant en chef de la flotte d'Amérique du Sud, à bord du HMS Ganges.
À cette époque, le HMS Beagle, sous la direction du capitaine Pringle Stokes, menait une campagne de relevés hydrographiques en Terre de Feu. Le commandement général était assuré par le capitaine Phillip Parker King sur le HMS Aid. Pringle Stokes devint très dépressif au cours du voyage et se suicida. Sous la direction du lieutenant Skyring, le navire rejoignit Rio de Janeiro, où Otway engagea Robert FitzRoy comme capitaine (temporaire) pour le Beagle, le 15 décembre 1828. Lors du retour du bateau vers l’Angleterre, le 14 octobre 1830, Robert FitzRoy y établit sa réputation d’ingénieur et de commandant.
Durant son voyage, quelques-uns de ses hommes campèrent sur la plage à terre quand un groupe des habitants de la Terre de Feu (les Fugéens ou Yagan) s’emparèrent de leur embarcation. Son bateau leur donna alors la chasse et après une échauffourée, les familles des coupables furent ramenées à bord comme otages. En fin de compte, FitzRoy se saisit seulement de deux garçons, une fille et deux hommes, mais l’un des hommes s’échappa. Comme il n’était pas possible de les débarquer de façon opportune, il décida de les emmener et de civiliser ces « sauvages » en leur apprenant l’anglais, les bases du christianisme et l’utilisation des outils les plus communs avant de les ramener ultérieurement comme missionnaires.[réf. nécessaire]
Les marins donnèrent des noms à leurs captifs : la fille fut dénommée Fuegia Basket (ainsi dénommée parce que le remplacement de leur bateau volé fut un simple esquif improvisé : un coracle, qui ressemblait à un panier), le garçon Jemmy Button (Robert FitzRoy l'acheta contre des boutons), et l'homme fut nommé « York Minster » (d'après le nom d’un rocher près duquel il fut capturé). Le second garçon fut appelé « Boat Memory » Robert FitzRoy les ramena tous les quatre sur son bateau jusqu'en Angleterre. Malheureusement « Boat Memory » décéda à la suite d'une vaccination contre la variole. Les autres en guérirent et furent éduqués par le missionnaire Richard Matthews; jusqu'à ce qu'ils fussent considérés comme assez « civilisés » pour être présentés à la Cour durant l'été 1831.

### Le second voyage du HMSBeagle
Au début de mai 1831, Robert FitzRoy, de retour en Angleterre, se présenta comme candidat des Tory pour le siège d’Ipswich lors des Élections Générales, mais il fut battu. Ses espoirs pour obtenir un nouveau poste et pour organiser un projet de nouvelle expédition vers la « Terre de Feu » semblaient alors s’évanouir. Il s’arrangea néanmoins pour affréter un bateau à ses propres frais pour retourner voir les Fuegians avec Matthews, son ami d’alors : Francis Beaufort, qui était un hydrographe de la Navy de l’Amirauté. Son « oncle compréhensif », George FitzRoy, intercéda pour son compte auprès de l’Amirauté. Le 25 juin 1831, FitzRoy fut réengagé comme commandant sur le Beagle. Il ne regarda pas à la dépense pour équiper le navire.
Il était conscient de la solitude qu'impliquait le commandement. Il connaissait les suicides tant du capitaine Stokes que de son oncle, le vicomte Castlereagh, qui s’était sectionné la gorge en 1822, alors qu'il est en fonction au gouvernement. Robert FitzRoy en parla à Beaufort en août 1831, en lui demandant de trouver un compagnon de voyage, un agréable gentleman, capable de partager les tâches scientifiques, sachant faire bon usage des opportunités de l'expédition dans les recherches sur la nature, de dîner avec lui en égal et d'avoir de bonnes relations humaines. Alors que les premières approches de Beaufort ne se confirmaient pas, Robert FitzRoy prit en compte la proposition de Charles Darwin pour ce poste. Avant qu'ils ne quittent l'Angleterre, Robert FitzRoy donna à Darwin une copie du premier volume des Principes de géologie de Charles Lyell, un livre dans lequel le capitaine avait lu des explications sur les caractéristiques de la terre comme étant issue d'un processus graduel prenant place sur de très longues périodes. Robert FitzRoy avait pris en compte la demande de Lyell d'enregistrer les observations sur les phénomènes géologiques, tels que la présence de blocs de pierre erratiques.
De fait, Robert FitzRoy et Charles Darwin s'entendirent bien, malgré les moments de tension inévitables durant les cinq longues années du voyage. Le capitaine avait un tempérament violent et ses déchaînements lui firent gagner le surnom de « café chaud », avec des querelles parfois « proches de la folie », comme le raconta plus tard Darwin. Lors d'une occasion mémorable en mars 1832 à Bahia, au Brésil, Darwin fut horrifié par la description du traitement des esclaves. Robert FitzRoy, bien qu'il n'approuvât pas les brutalités, raconta comment le propriétaire d'une estancia demanda, à son esclave s'il souhaitait être libéré et celui-ci lui répondit qu'il ne le voulait pas. Charles Darwin objecta à Robert FitzRoy, qu'il pensait que des esclaves ne pouvaient répondre sincèrement à une telle question, quand elle lui était posée par son maître, le capitaine perdit alors son calme et explosa, il dit à Darwin, que s'il remettait en doute ses paroles, ils ne pourraient plus continuer à vivre ensemble et il chassa Darwin de sa table. Mais avant que la nuit ne fût tombée, la colère de Robert FitzRoy s'était apaisée et il adressa ses excuses à Charles Darwin en lui demandant de « continuer à vivre avec lui ». À partir de ce moment-là, ils évitèrent le sujet de l'esclavage. Aucune de leurs querelles ne porta sur la religion; alors que de tels désagréments survinrent après leur retour de voyage.
Sur l’île de Buttons Land en Terre de Feu, ils installèrent une mission. Quand ils revinrent neuf jours plus tard, le poste avait été mis à sac. Matthews renonça, rejoignant le bateau, laissant sur place les trois Fugéens occidentalisés afin de continuer le travail de la mission.
Alors qu’il était aux îles Malouines, Robert FitzRoy acheta une goélette sur ses propres fonds pour aider aux relevés topographiques qui lui avaient été demandés. Il la fit réaménager et la renomma Adventure, espérant que le coût en serait remboursé ultérieurement par l'Amirauté. Il retourna à la mission mise en place, mais ne retrouva que Jemmy Button. Celui-ci était revenu à son mode de vie ancien et refusa l'offre de retourner en Angleterre.
À Valparaíso en 1834, alors que Charles Darwin était absent du bateau, explorant les Andes, l’Amirauté réprimanda Robert FitzRoy pour l’achat de l’Adventure. Il prit très mal la critique, revendant aussitôt la goélette et annonçant qu'« ils aillent se faire voir pour le programme de recherche », démissionnant alors de son commandement et laissant planer des doutes sur sa santé mentale. Dès que Charles Darwin fut revenu au bateau, les officiers le persuadèrent de revenir sur sa démission et de continuer comme cela était planifié. Robert FitzRoy continua donc son voyage, naviguant vers les îles Galápagos, Tahiti, la Nouvelle-Zélande, l’Australie et l’Afrique du Sud. Il fit un détour par Bahia au Brésil lors du voyage de retour, afin de procéder à des relevés complémentaires pour s’assurer de l'exactitude de ses mesures de longitude avant de retourner en Angleterre.

### Après le retour de son voyage
Peu de temps après le retour du Beagle' le 2 octobre 1836, Robert FitzRoy se maria avec une jeune femme avec qui il s'était fiancé depuis longtemps. Darwin fut stupéfait, car pas une seule fois en cinq ans de leur voyage Robert FitzRoy n'avait parlé de ce projet.
Robert FitzRoy fut décoré d'une médaille d'or par la Royal Geographical Society en 1837. Des extraits de son journal quotidien, adressés à la société le 8 mai 1837 comprenait l’observation suivante (page 115) :

« Is it not extraordinary, that sea-worn, rolled, shingle-stones, and alluvial accumulations, compose the greater portion of these plains? How vast, and of what immense duration, must have been the actions of these waters which smoothed the shingle-stones now buried in the deserts of Patagonia!" »

Robert FitzRoy écrivit sa part du récit du voyage, en y incluant l’édition des notes du capitaine précédent du Beagle. Elles furent publiées en mai 1839 sous le titre de Narrative of the Surveying Voyages of H.M.S. Adventure and Beagle, en quatre volumes. Elles incluaient le volume Journal et Remarques, 1832—1836 de Charles Darwin, qui en constitue le troisième volume. Cette édition de mai 1839, en trois volumes, constitue donc également la première édition du Journal du Beagle de Darwin, avant sa réédition en un exemplaire autonome le mois d'août suivant. La participation de Robert FitzRoy comprend une section sur des Remarques avec référence au Déluge dans laquelle, il admet qu’ayant lu les travaux des « géologues, qui sont en contradiction avec l’implication, si ce n’est avec les termes mêmes des Saintes Écritures » et « bien qu’attiré par le scepticisme », « il avait fait la remarque à un ami que les vastes plaines formées de matériel sédimentaire, qu’ils avaient traversées n’auraient jamais pu être le siège d’une inondation de 40 jours. » Il écrivit que dans cette tournure d’esprit et ignorant les écritures, « il était disposé à ne plus croire dans les affirmations bibliques. » Mais se sentant concerné par le fait que de telles idées pouvaient « atteindre les yeux des jeunes matelots », il expliqua son engagement renouvelé pour une lecture littérale de la bible avec les arguments que les couches de rocher les plus hautes dans les montagnes, contenant des coquilles sont une preuve de cette inondation du temps de Noé (Noah's Flood (en) et que les six jours de la création ne pouvaient pas s’être étendu sur des éternités, parce que l’herbe, les plantes et les arbres” seraient morts durant les nuits prolongées,.
R.D. Keynes dans son introduction de l'édition de 2001 du journal de Darwin, suggéra que Robert FitzRoy avait été l’objet d’une véritable conversion religieuse. Il se dissocia alors complètement des idées nouvelles de Charles Lyell, qu’il avait pourtant acceptées durant tout le voyage, et de la contribution de Darwin qui confortait ces idées. Sous l’influence de sa femme très dévote, il prit de nouveaux engagements concernant la doctrine officielle de l’Église d'Angleterre.
En 1841 Robert FitzRoy fut élu comme membre du Parlement au titre des Torries pour la ville de Durham. Il fut engagé comme Acting Conservator of the River Mersey (en) pour 1842.

### Robert Fitzroy gouverneur de la Nouvelle-Zélande
Le premier gouverneur de la Nouvelle-Zélande était le capitaine William Hobson de la Royal Navy, qui mourut à la fin de 1842. La Church Missionary Society, qui avait des intérêts importants en Nouvelle-Zélande, suggéra le nom de Robert FitzRoy pour être son successeur et il fut donc engagé par le gouvernement anglais. Il prit ses nouvelles fonctions en décembre 1843. Pendant le trajet pour aller jusqu’en Nouvelle-Zélande, il rencontra William John Warburton Hamilton (en) et en fit son secrétaire particulier.
Ses instructions étaient de maintenir l’ordre et de protéger le peuple Māori, tout en satisfaisant le besoin de terre des colons, qui se déversaient dans le pays. Il avait reçu très peu de ressources militaires. Les revenus du gouvernement, provenant essentiellement des obligations coutumières, étaient déplorablement faibles et inadéquates pour assurer ses responsabilités.
L’une de ses premières tâches fut de tirer au clair les circonstances entourant la rixe du « massacre de Wairau », au cours de laquelle avaient eu lieu des affrontements violents entre des colons et des Maoris. Il découvrit que les actions des colonisateurs européens avaient été quelque peu illégales et déclina leur demande d’agir contre le roi Te Rauparaha. Il n’avait d’ailleurs pas les troupes nécessaires pour l’affronter dans des conditions satisfaisantes. Mais la Compagnie de Nouvelle-Zélande et les colons se sentirent trahis et en furent furieux. Il engagea un superintendant « gouvernemental » pour s’occuper de cette zone et établir des règles de présence sur le terrain. Robert Fitzroy insista aussi pour que la Compagnie de Nouvelle-Zélande donne un prix satisfaisant aux Māoris pour les terres qu’ils déclaraient avoir achetées. Ces décisions le rendirent très impopulaire.
La vente des terres continua avec un caractère très vexatoire pour les Maoris, les colons étaient avides d’achats de terres et certains Māoris de bonne volonté pour vendre, mais avec les réserves du traité de Waitangi, la vente des terres nécessitait désormais l’intervention du gouvernement comme intermédiaire, et elles furent alors extrêmement lentes. Robert FitzRoy changea donc les règles en permettant aux colons d’acheter directement les terres des Māoris, sous réserve d’une taxe de dix shillings par acre. Mais, les ventes des terres s’avérèrent toujours plus lentes qu’espérées par les colons.
Pour assurer les échéances financières déficitaires, FitzRoy augmenta les taxes courantes, puis les remplaça par des taxes foncières et un impôt sur le revenu. Tous ces expédients échouèrent. Et en peu de temps, la colonie dut faire face à une véritable banqueroute et FitzRoy fut forcé de commencer l'introduction du papier monnaie (billet à ordre) sans avoir le soutien du gouvernement anglais.
Moyennant quoi les Māoris de l’extrémité nord, autour de la baie des Îles, qui avaient été les premiers à signer le traité de Waitangi, se sentirent plein d’amertume quant aux changements qui survenaient en Nouvelle-Zélande. Pour signaler leurs ressentiments, le chef Hone Heke abattit le mât portant le drapeau anglais situé à Kororareka. Plutôt que de résoudre les problèmes, Robert FitzRoy fit réériger le mât et à nouveau, Hone Heke, quatre fois de suite, coupa ce mât, ce qui déclencha la première des guerres néo-zélandaises, parfois appelée la « guerre des mâts » (Flagstaff War (en) ou la guerre du Nord.
Robert FitzRoy réalisa rapidement qu’il n’avait pas les moyens pour mener à bien cette guerre dans des délais brefs. Pendant ce temps, le porte-parole de la Compagnie de la Nouvelle-Zélande, de retour en Angleterre, fit campagne contre le gouvernement de Robert FitzRoy, qui fut présenté à la Chambre des communes de manière très dépréciative. Le résultat fut donc qu’il fut ensuite rappelé rapidement et remplacé par George Grey, qui était alors gouverneur de l’Australie-Méridionale. Grey reçut les soutiens et les ressources financières dont Robert FitzRoy n’avait pu disposer quand il en avait besoin.

### La fin de sa vie et la météorologie

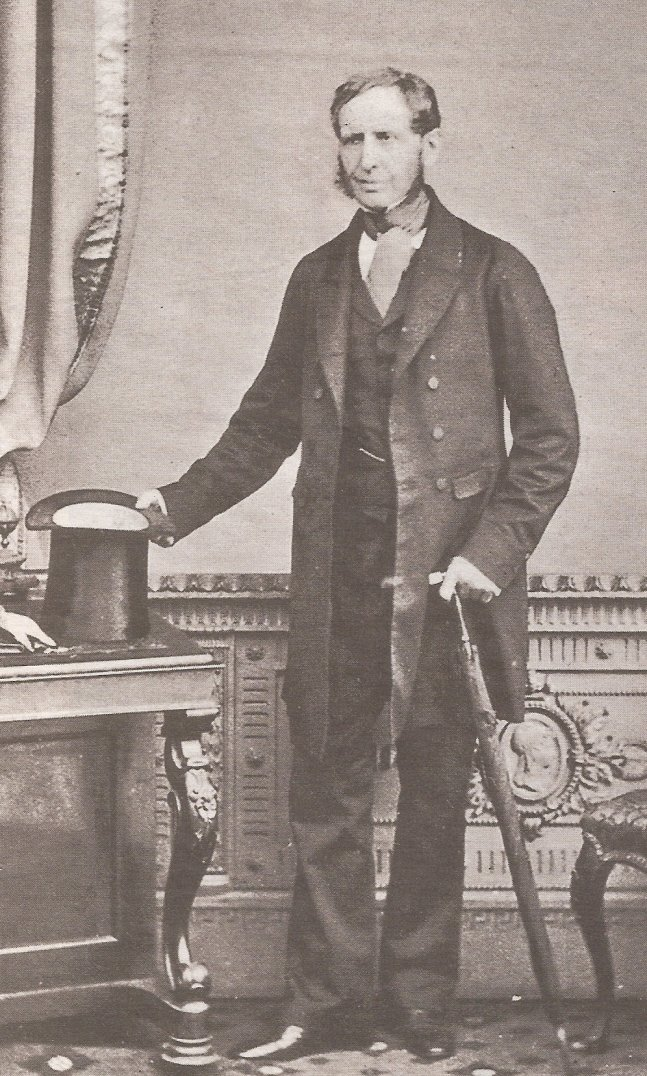
FitzRoy un peu plus tard au cours de sa vie (probablement vers la cinquantaine).

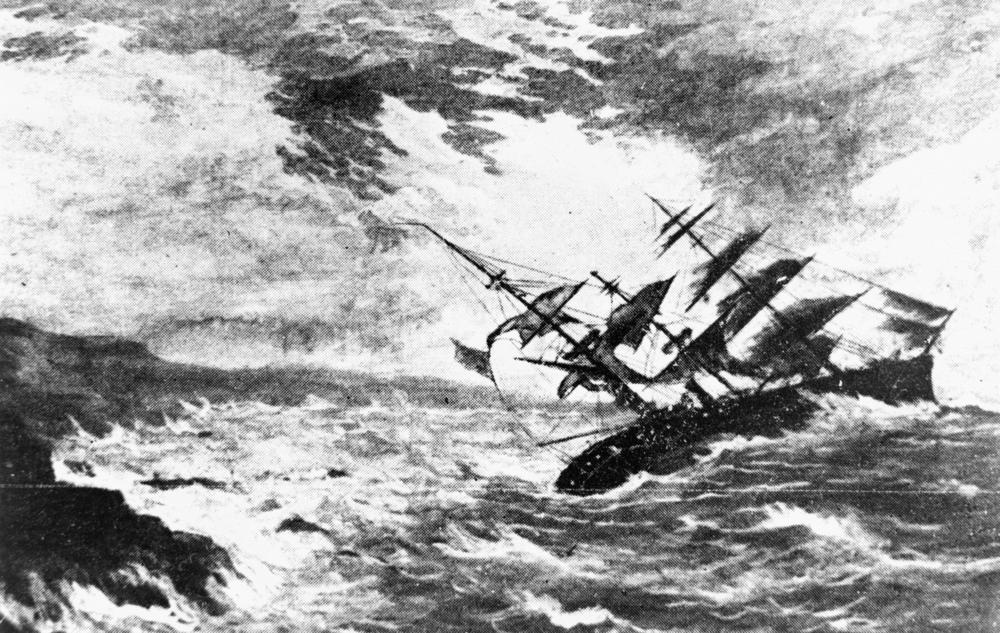
Le Royal Charter plongeant dans la tempête de 1859.

Robert FitzRoy ne fut pas disgracié pour autant. Après son retour en Angleterre, en septembre 1848, il fut nommé superintendant des chantiers navals («Woolwich Dockyard») à Woolwich. En mars 1849, il reçut un dernier commandement en mer, sur la frégate HMS Arrogant (1848) (en).
En 1850, Robert FitzRoy se retira du service actif, en partie du fait de sa santé défaillante. L’année suivante, en 1851, il fut élu à la Société royale (Royal Society avec le support de 13 compagnons, comprenant Charles Darwin[réf. nécessaire].
En 1854, comme protégé de Francis Beaufort, Robert FitzRoy fut appointé, sur les recommandations du président de la Société royale, comme chef du nouveau département chargé du recueil des données météo en mer. Son titre était Meteorological Statist to the Board of Trade, et il avait une équipe de trois personnes. Ceci fut le précurseur du Bureau météorologique actuel (Met Office). Il s’arrangea avec des capitaines de bateaux pour lui fournir des informations, à l’aide d’instruments étalonnés dans ce but, et pour le traitement des données ainsi collectées. Robert FitzRoy commença bientôt à travailler sur les stratégies pour rendre les informations météo plus largement disponibles pour la sécurité des bateaux et des pécheurs. Il dirigea la mise au point et la distribution d’un type particulier de baromètre qui, sur ses recommandations, était fixé dans chaque port afin d’ être disponible pour tous les équipages pour la consultation avant de partir en mer. Un réceptacle en pierre pour un tel baromètre est toujours visible dans de nombreux ports de pêche. L’invention de plusieurs baromètres de types différents lui furent attribués. Ils devinrent très populaires et continuent à être produits tout le long du XXe siècle, gravés avec la mention Admiral FitzRoy's special remarks avec l’interprétation, telle que : « Quand il s’élève en hiver, le baromètre présage des gelées. »
Une terrible tempête survenue en 1859 causa la perte du Royal Charter (en), inspirant à Robert FitzRoy le développement de cartes qui puisent permettre la prédiction du temps, qu’il appela « prévisions météorologiques », introduisant donc le terme « prévision du temps ». 15 stations à terre furent installées en utilisant le télégraphe nouvellement conçu pour lui transmettre des rapports journaliers sur temps à un moment donné. Le premier bulletin journalier fut publié dans le Times en 1860. La tempête de 1859 entraina la distribution sur les territoires de la couronne de lunette de tempête, maintenant connues comme FitzRoy's storm barometers, dans de nombreuses colonies de pêcheurs dans toutes les îles dépendant de l'Angleterre.
En 1860, l’année suivante, Robert FitzRoy introduisit un système pour donner l’alerte par les cônes de tempête dans les principaux ports quand un vent fort est attendu. Il donne l’ordre à la flotte de rester au port dans ces conditions. Le livre Weather Book, qu’il publia en 1863, était très en avance sur l’opinion scientifique de son temps.[réf. nécessaire]
De nombreux propriétaires de flottes de pêche rechignèrent sur l’envoi d’alertes de grains, qui imposaient que la flotte des bateaux reste à quai. Sous leur pression, le système de FitzRoy fut donc abandonné peu de temps après sa mort. Mais les armateurs de bateaux de pêche durent accepter à nouveau les alertes par le système des cônes sous la pression des pêcheurs, pour qui Robert FitzRoy avait été un véritable héros, responsable du sauvetage de nombreuses vies. En 1874 le système fut simplifié.
Par contre, Robert FitzRoy démonta la méthode de prévision du temps basée sur la lune du lieutenant Stephen Martin Saxby en montrant qu’il s’agissait d'une pseudoscience. Saxby essaya de contrer les arguments de FitzRoy dans une deuxième édition de son livre Saxby Weather System (1864).

## Les Origines des espèces
Quand le livre De l'origine des espèces fut publié par Charles Darwin, Robert FitzRoy fut consterné et se sentit coupable pour sa participation dans le développement de la théorie. Il était présent à Oxford, le 30 juin 1860, à la présentation de l’article sur les tempêtes et assistait à la réunion de la British Association for the Advancement of Science au cours de laquelle Samuel Wilberforce attaqua la théorie de Charles Darwin. Durant les débats, FitzRoy ressemblait à un « Romain aux cheveux gris pointant du nez les plus vieux des gentlemen », siégeant au centre de l’auditoire et brandissant une énorme Bible initialement à deux mains puis avec une seule main, l’autre portée sur la tête, « implorant solennellement l’assemblée de croire Dieu plutôt que les hommes. » Comme il l’admit, L’Origine des espèces lui avait causé une « douleur vive », mais la foule le renvoya.

## Vie privée
Robert FitzRoy s'est marié deux fois. En 1836, il épouse Mary Henrietta O'Brien, avec laquelle il eut quatre enfants : Emily-Unah, Fanny, Katherine et Robert O'Brien. Puis en 1854, après la mort de sa première femme, il se remarie avec Maria Isabella Smyth à Londres ; ils eurent une fille, Laura Elizabeth.

## Mort et postérité

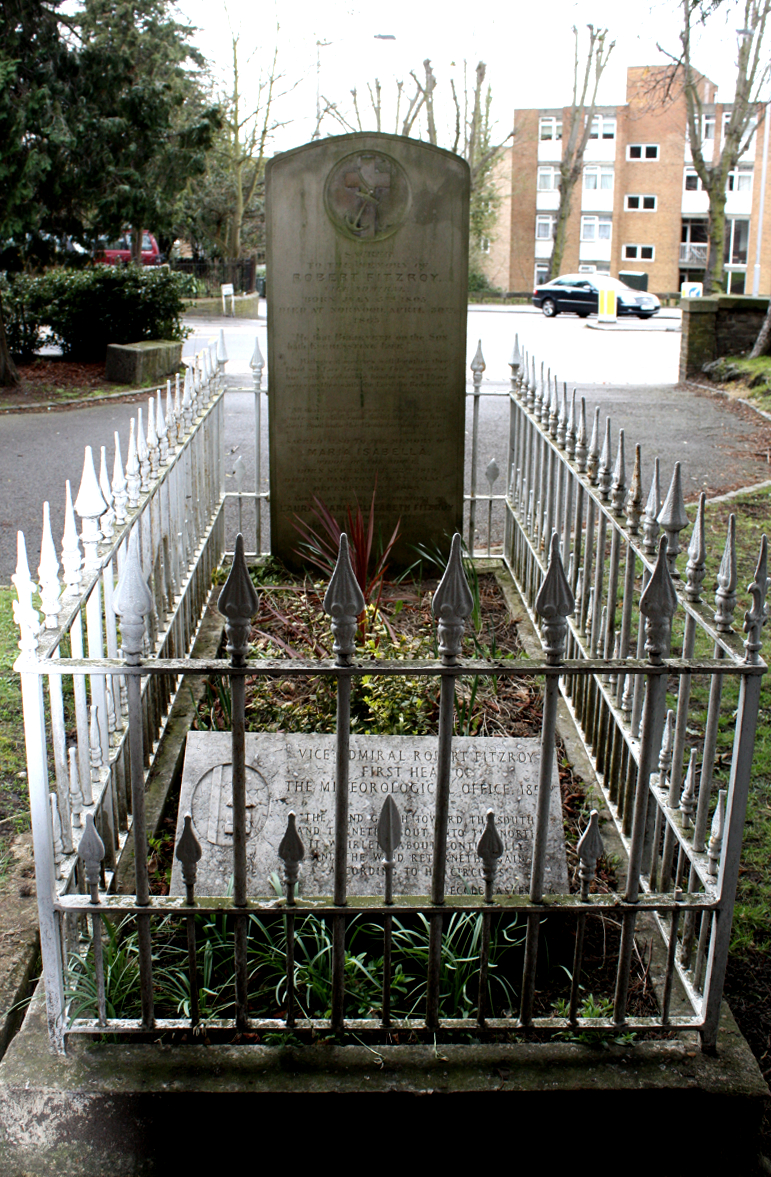
La tombe de Robert FitzRoy

En 1863, Robert FitzRoy est promu vice-amiral du fait de son ancienneté, mais l’année suivante des troubles au sein de l’office de la météorologie (Met Office), mais surtout des problèmes financiers et une dégradation de sa santé, avec le développement d’une dépression sévère, sonnent le glas pour lui. Le 30 avril 1865, le vice-amiral FitzRoy se suicide en se coupant la gorge avec un rasoir.
FitzRoy décéda en ayant utilisé toute sa fortune en dépenses publiques (6 000 £, soit l’équivalent de 400 000 £ d’aujourd’hui). Quand cela fut révélé, et dans le but d’éviter la perte des moyens de subsistance de sa femme et de sa fille, son ami et collègue Bartholomew Sulivan (en) devint l’administrateur du fonds testamentaire de l’amiral FitzRoy et réussit à obtenir du gouvernement le paiement rétroactif de 3 000 £ sur cette somme à laquelle (Darwin contribua aussi pour plus de 100 £). La reine Victoria concéda une faveur particulière en autorisant la femme et la fille de Fitzroy à utiliser gracieusement un appartement du palais de Hampton Court, et ce jusqu’à leur mort.
Robert FitzRoy fut inhumé dans la cour de l’église de Tous-les-Saints à Upper Norwood à Londres. Son mémorial fut restauré par le Meteorological Office en 1981.
Le livre de Robert FitzRoy Sailing Directions for South America conduisit un hydrographe chilien Francisco Hudson à émettre l’hypothèse de l’existence possible d’une route maritime directe à travers les eaux de l'archipel de Chiloé vers le détroit de Magellan. Mais il fut le premier à réaliser que l’isthme d'Ofqui rendait cette route impossible.

### Les mémorials à Fitzroy
Un mémorial pour Robert FitzRoy fut érigé au sommet de l’affleurement métamorphique près du dôme de Bahia Wulaia sur l’île Navarino, au Chili, une partie de l’archipel de la Terre de Feu en Amérique du Sud. Il fut présenté pour son bicentenaire (2005), commémorant la date du 23 janvier 1833, où il mit pied à terre dans la crique de Wulaia. Un autre mémorial, présenté aussi pour le bicentenaire de Robert FitzRoy commémore son passage au cap Horn, où il fit escale le 19 avril 1830.
Le mont Fitz Roy entre l’Argentine et le Chili, à l’extrême Sud du continent), fut dénommé ainsi par l’explorateur et scientifique argentin Francisco P. Moreno. Il culmine à 3 440 m de haut. Les aborigènes ne lui avaient pas donné de nom, mais utilisait le terme de Cerro chaltén (signifiant la montagne, qui fume).
La rivière Fitzroy dans l’Ouest de l’Australie fut dénommée ainsi par le lieutenant John Lort Stokes, qui à l’époque, commandait le HMS Beagle (préalablement commandé par FitzRoy).
Le conifère d’Amérique du Sud Fitzroya (ou Fitzroya cupressoides) est dénommé ainsi que Delphinus fitzroyi, une espèce de dauphins découvert par Charles Darwin durant son voyage à bord du Beagle. Les îles Fitzroy, aux Malouines, la localité de Fitz Roy en Argentine, Fitzroy Harbour (en) (Ontario) et un port Fitzroy, en Nouvelle-Zélande sont aussi dénommés en son honneur.
La frégate (de classe capitaine) de la Deuxième Guerre mondiale fut nommée pour lui rendre hommage dans la mesure où c’était le navire-météo HMS Amiral Fitzroy (précédemment HMS Amberley Castle).
En 2010, l’Institut national de recherche néo-zélandais sur « l’eau et l’atmosphère » (National Institute of Water and Atmospheric Research (en)) nomma son nouveau super-ordinateur IBM "FitzRoy" en son honneur.
Le 4 février 2002, quand la zone de prévision météorologique Finisterre (Shipping Forecast (en) fut renommée pour éviter la confusion avec la zone de prévision française et espagnole, plus petite et du même nom, Cap Finisterre, le nouveau nom choisi par le département de la météorologie de l’Angleterre (Met Office) fut « FitzRoy », en l’honneur de son fondateur.
FitzRoy a été commémoré par le Fitzroy Building à l’université de Plymouth, utilisé par l’École des sciences de la Terre, de l’Océan et de l’Environnement.
Enfin le vice-amiral Robert FitzRoy fut commémoré par deux timbres émis par la poste royale (Royal Mail) pour les îles Malouines et les îles Sainte-Hélène.

## Dans la fiction
En 2005, une nouvelle dont le titre est This Thing of Darkness fut publiée par Harry Thompson (en). Le thème de la nouvelle est la vie de FitzRoy, de Darwin et de quelques autres au cours de l’expédition du Beagle, en les suivant pendant les années allant de 1828 à 1865. Elle fut nommée pour l’année 2005 pour le prix Booker (bien que Thompson décéda en novembre 2005).
En 1997, le jeu FitzRoy de Juliet Aykroyd fut le premier qui fut réalisé par l'université de Reading[réf. souhaitée]. Il a depuis été réalisé sous le titre The Ostrich and the Dolphin (L’Autruche et le dauphin) faisant allusion au nandou de Darwin et au dauphin obscur, nommé Delphinus fitzroyi par Charles Darwin – avant d’être publié sous le titre Darwin & FitzRoy en octobre 2013.